# Letheobia jubana
Letheobia jubana là một loài rắn trong họ Typhlopidae. Loài này được Broadley & Wallach mô tả khoa học đầu tiên năm 2007.